# JR Freight classe DD200
La classe DD200 (DD200形, DD200-gata) est un type de locomotive Diesel exploitée principalement par la compagnie JR Freight pour les manœuvres et le transport de marchandises sur les lignes non électrifiées au Japon.

## Description
Les locomotives sont construites par Kawasaki Heavy Industries. 30 exemplaires ont été produits. Leur disposition des essieux est Bo'Bo'.
Plusieurs sous-séries existent :
- DD200-901 : modèle prototype construit en 2017[3],
- DD200-0 : version de série, 25 locomotives construites de 2019 à 2022 (numérotées DD200-1 à 25),
- DD200-600 : version pour la compagnie Mizushima Rinkai Railway, une locomotive construite en 2021 (numérotée DD200-601),
- DD200-700 : version pour la compagnie JR Kyushu, une locomotive construite en 2021 (numérotée DD200-701),
- DD200-800 : version pour la compagnie Keiyorinkai, une locomotive construite en 2021 (numérotée DD200-801),
- KD58 : version pour la compagnie Kinuura Rinkai Railway, une locomotive construite en 2024 (numérotée KD58-1).

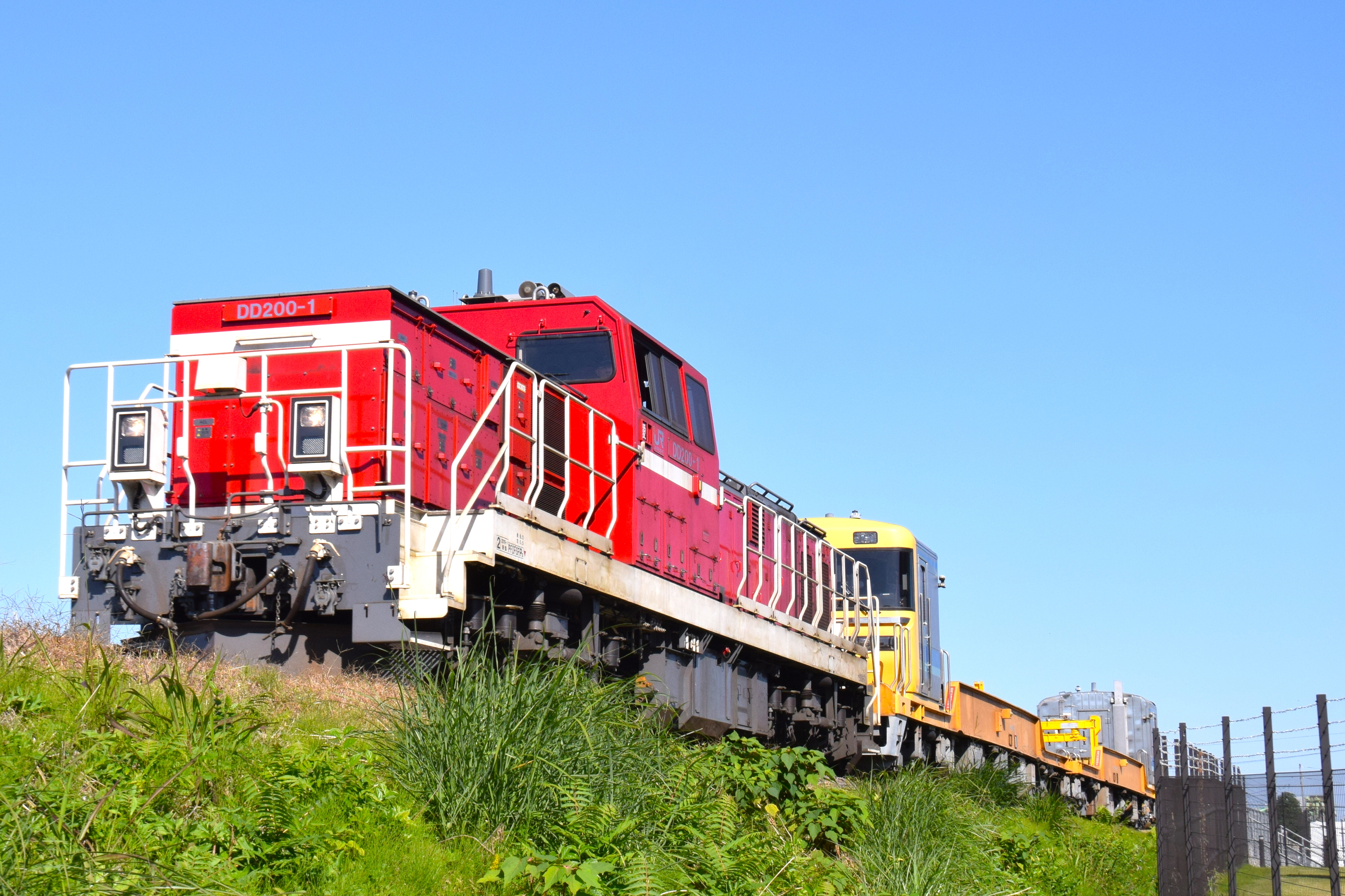
Locomotive DD200-1
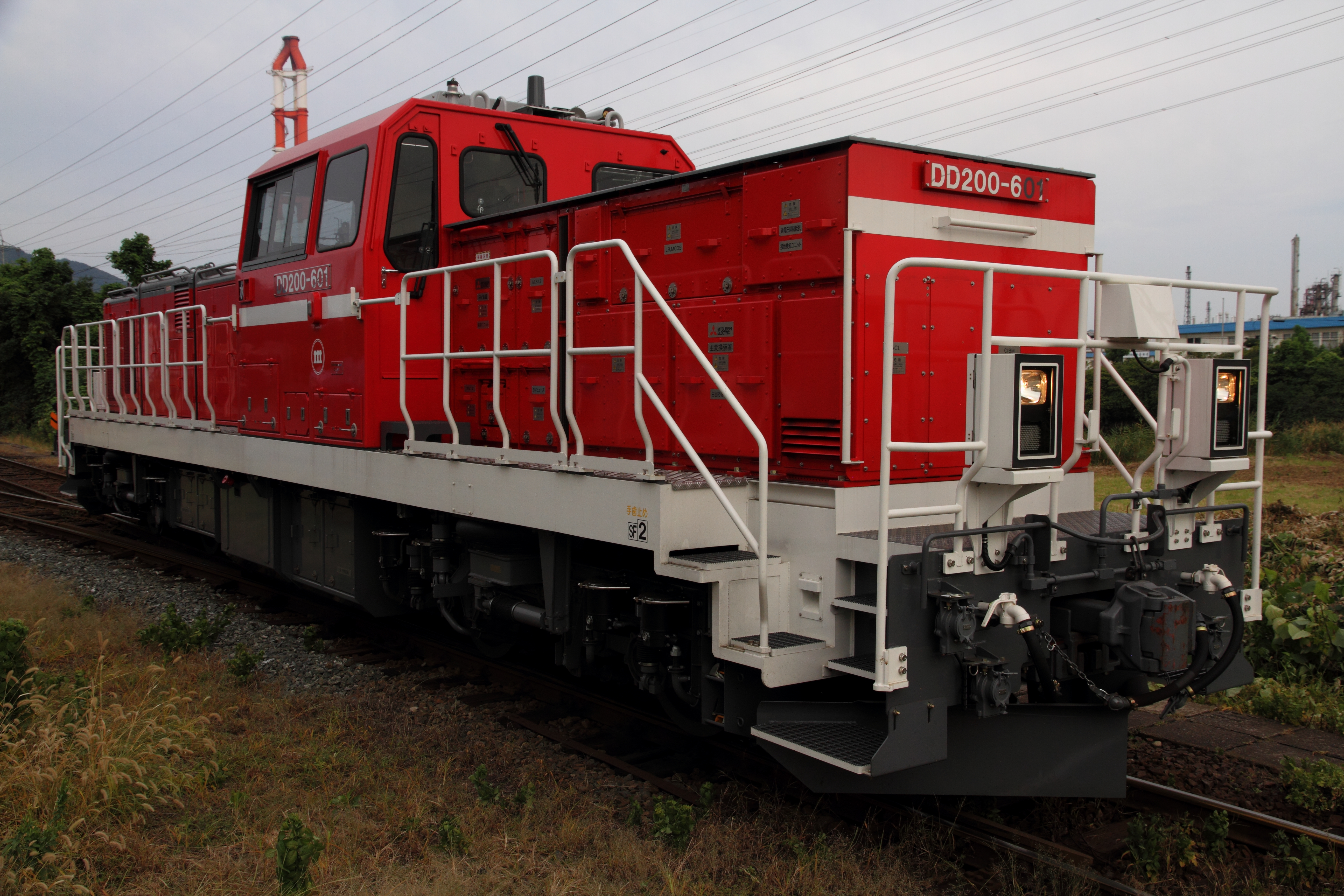
Locomotive DD200-601 (Mizushima Rinkai Railway)
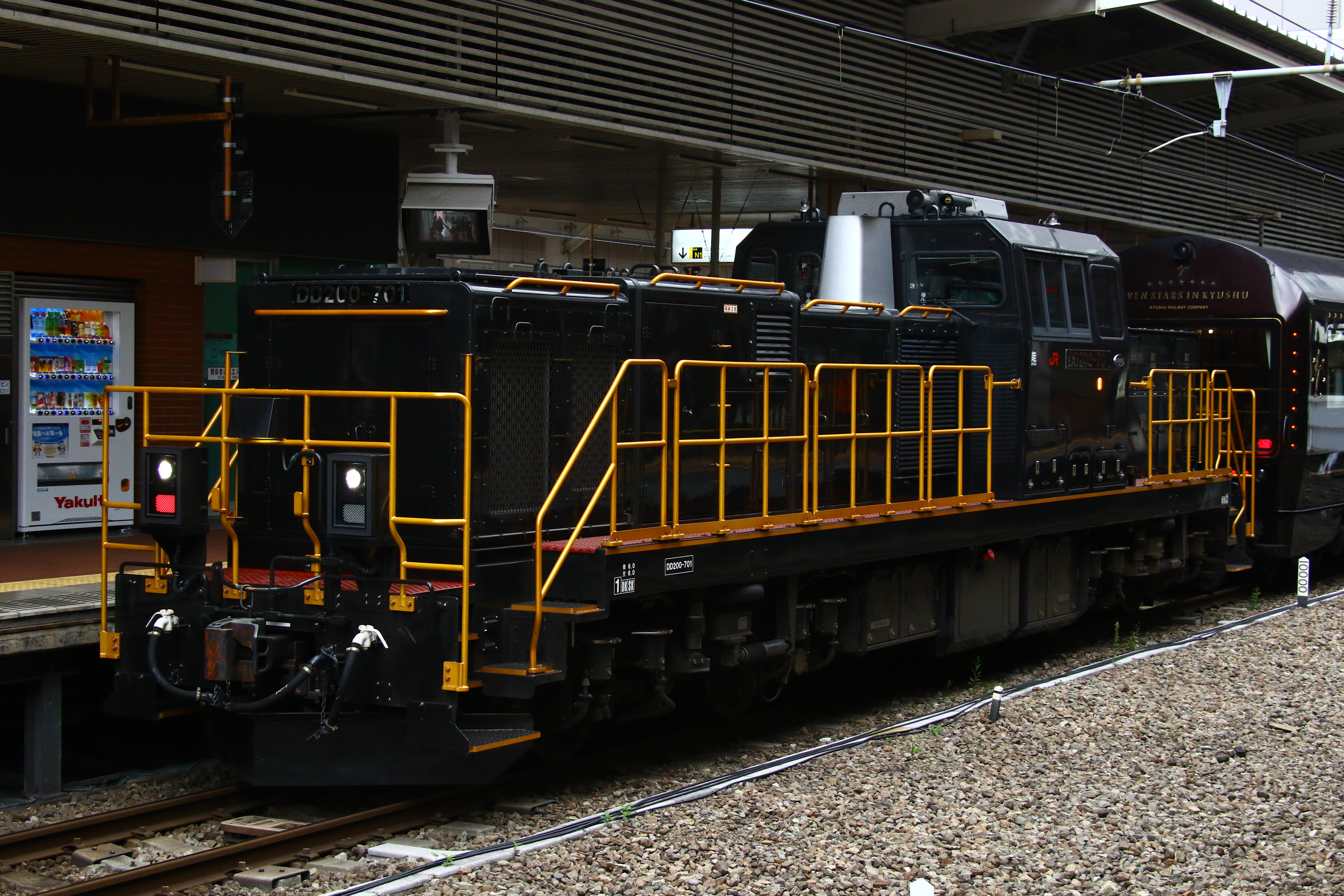
Locomotive DD200-701 (JR Kyushu)